# Sophie Carle
Sophie Carle (Luxemburg, 7 juni 1964) is een Luxemburgse zangeres en actrice.

## Biografie
Carle speelde voor het eerst mee in een film op achttienjarige leeftijd, in 1982. Twee jaar later werd ze door de Luxemburgse openbare omroep geselecteerd om haar vaderland te vertegenwoordigen op het Eurovisiesongfestival 1984, dat gehouden zou worden in haar geboortestad Luxemburg. Met het nummer 100% d'amour eindigde ze op de tiende plek. Daarna zou ze zich weer gaan toeleggen op haar acteerwerk.
1956: Michèle Arnaud + Michèle Arnaud · 
1957: Danièle Dupré · 
1958: Solange Berry · 
1960: Camillo Felgen · 
1961: Jean-Claude Pascal · 
1962: Camillo Felgen · 
1963: Nana Mouskouri · 
1964: Hugues Aufray · 
1965: France Gall · 
1966: Michèle Torr · 
1967: Vicky Leandros · 
1968: Chris Baldo & Sophie Garel · 
1969: Romuald · 
1970: David Alexandre Winter · 
1971: Monique Melsen · 
1972: Vicky Leandros · 
1973: Anne-Marie David · 
1974: Ireen Sheer · 
1975: Geraldine · 
1976: Jürgen Marcus · 
1977: Anne-Marie Besse · 
1978: Baccara · 
1979: Jeane Manson · 
1980: Sophie & Magaly · 
1981: Jean-Claude Pascal · 
1982: Svetlana · 
1983: Corinne Hermès · 
1984: Sophie Carle · 
1985: Margo, Franck, Diane, Ireen, Malcolm & Chris · 
1986: Sherisse Laurence · 
1987: Plastic Bertrand · 
1988: Lara Fabian · 
1989: Park Café · 
1990: Céline Carzo · 
1991: Sarah Bray · 
1992: Marion Welter & Kontinent · 
1993: Modern Times · 
2024: Tali · 
2025: Laura Thorn
- Bibliothèque nationale de France: cb14161821j (data)
- International Standard Name Identifier: 0000 0000 0881 9433
- MusicBrainz: cc6bcdea-2122-411e-844d-217baba2a4b2
- Virtual International Authority File: 220000